# Ariarates VII
Ariarates VII Filométor (en griego antiguo: Ἀριαράθης Φιλομήτωρ, Ariaráthēs Philomḗtōr), rey de Capadocia de 116 a. C. a 101 a. C., fue hijo y sucesor de Ariarates VI y Laodicea. 
Durante sus primeros años reinó bajo la regencia de su madre Laodicea, hermana de Mitrídates VI del Ponto. Durante este período,el reino fue invadido por Nicomedes III de Bitinia,que se casó con la viuda. Sin embargo, Nicomedes fue expulsado por Mitrídates.
Fue puesto en el trono por Mitrídates VI, pero cuando más tarde,reprochó a éste el asesinato de su padre, fue asesinado y reemplazado por Ariarates IX, hijo de Mitrídates. Un hermano de Ariarates, Ariarates VIII, fue también rey en oposición a Mitrídates y su hijo.